# Карл Давід аф Вірсен
Карл Давід аф Вірсен (швед. Carl David af Wirsén, 9 грудня 1842 — 12 червня 1912) — шведський поет, літературний критик, постійний секретар Шведської академії в 1884—1912 роках.
З 1870 року викладав в найстаршої Кафедральній школі в Упсалі, потім з 1876 року завідував бібліотекою в Гетеборзькому музеї. Одночасно з цим широко публікувався в шведських газетах як критик вкрай консервативного спрямування, виступаючи з різко негативними оцінками таких авторів, як Генрік Ібсен, Август Стріндберг. У 1879 році був обраний в Шведську академію, в зв'язку з чим незабаром переїхав до Стокгольма. Зайнявши місце постійного секретаря Шведської академії, вів, зокрема, роботу над виданням Академічного словника — проте в колективі вчених, які працювали над словником, взяла гору протилежна вірсеновской позиція: були вказані сучасні вимовні норми замість традиційних. У пізні роки Вірсен був відповідальним за літературну номінацію Нобелівської премії і в цій якості також виступав з досить консервативних позицій: наприклад, він заблокував кандидатуру Льва Толстого, заявивши, що останній «засудив всі форми цивілізації і наполягав натомість їх прийняти примітивний спосіб життя, відірваний від всіх установлений високої культури … Всякого, хто зіткнеться з такою відсталою жорстокістю по відношенню до будь-яких форм цивілізації, здолає сумнів. Ніхто не стане солідаризуватися з такими поглядами»; довгий час Віренс перешкоджав нобелівському визнанню Сельми Лагерлеф.
Як поет Вирс дебютував в 1861 році в студентському збірнику, перша збірка віршів випустив в 1876 році, за ним пішли ще шість. П. Г. Ганзен в Енциклопедії Брокгауза і Ефрона виділяв з книг Вирс збірник «Пісні і картини» (швед. Sånger och bilder; 1884), «чудовий по красі форми і щиро релігійного змісту», вказуючи, що у Вирс «тон поезії в цілому м'який, елегійний, але деякі з його віршів, написані на високі теми, блищать силою і виразністю фарб». Крім віршів Вирс опублікував окремими виданнями біографії ряду відомих шведів — фізика Андерса Ангстрема, поетів К. В. Бёттігера, Ф. М. Франс, К. А. Нікандера і ін.